# Jonadi
Jonadi (erroneamente noto in passato anche come Ionadi, Jonàdes, Ιωνάδες in greco bizantino) è un comune italiano di 4 679 abitanti della provincia di Vibo Valentia in Calabria, nell'area geografica dell'altopiano del monte Poro.

## Origini del nome
Il nome del paese deriverebbe dal nome greco bizantino di famiglia Jonàdes, Ιωνάδες.

## Storia
A parte un breve testo, intitolato Comune di Jonadi Cenni Storici, risalente al 1982 e redatto dal sindaco dell'epoca, l'avvocato Antonino Cordopatri, non esistono testi di pubblico dominio recanti informazioni storiche sul paese. Certo è che il paese fu casale di Mileto, del quale seguì le vicende. Appartenne a Ruggero Lauria, ai Sanseverino di Marsico, ai Ruffo di Montalto, ai Sanseverino di Bisignano e ai Silva.
Nel 1807, per volere di Giuseppe Bonaparte (con decreto francese del 19 gennaio 1807) fu proclamata l'autonomia "dell'università di Jonadi" facente parte della provincia di Calabria Ultra e distretto di Mileto. Il primo sindaco fu Giuseppe Mesiani, che rimase in carica fino a tutto il 1811.
Nel 1810 passò a far parte dal circondario di Mileto a quello di Monteleone (l'attuale Vibo Valentia) e nel 1818 prese il nome di "comune di Jonadi". Nel 1812, dai documenti presenti nell'archivio comunale, risultano esservi due sindaci: Giuseppe Maria Falduti e Gaetano Carlizzi, rispettivamente sindaci di Nao e di Jonadi.
Nel 1879 entrò a far parte, nella regione Calabria, della costituita provincia di Catanzaro con la quale rimase sino al 1992, anno in cui passò sotto l'attuale provincia di Vibo Valentia.

### Simboli
Lo stemma e il gonfalone sono stati concessi con DPR del 9 ottobre 1981.
Stemma
Gonfalone

## Monumenti e luoghi d'interesse
Numerosi sono gli edifici di culto presenti nel comune (ben cinque nel capoluogo e due nella frazione di Nao) a testimonianza della devozione di questa piccola comunità.
La chiesa matrice, dedicata a santa Maria Maggiore, di età rinascimentale, custodisce al suo interno un piccolo ciborio marmoreo e un ciclo di tele settecentesche tra cui spicca una rappresentazione dell'Ascensione di Gesù Cristo, posta dopo l'ultimo restauro come pala d'altare.
La chiesa di San Nicola, risalente al XIV secolo ma pesantemente rimaneggiata alla fine del '700, nel suo interno presenta una ricca decorazione in stile rococò e conserva, nella navata sinistra, la statua di Santa Fara, alla quale gli ionadesi sono molto devoti.
La chiesa della Madonna degli Angeli, edificata nel XVI secolo, che custodisce, nel pregiato reliquario offerto da don Orazio Falduti, la Candela apparsa miracolosamente, la mattina del sabato 23 del mese di maggio 1626, al venerando sacerdote Giovan Battista De Gennaro, che stava celebrando sull'altare consacrato alla Madonna, la santa messa con l'assillante preoccupazione che le due piccole candele da lui procurate non sarebbero state sufficienti per ultimare il “Santo Ufficio”. Notevole la pala d'altare tardo rinascimentale, raffigurante la Madonna del Rosario, attribuita a Giuseppe Maria Crespi detto lo Spagnolo.
Le altre due chiese del capoluogo sono la chiesa della Madonna Addolorata e la piccola chiesa di San Rocco.
Nella frazione Nao vi sono le chiese della Madonna del Rosario e dell'Immacolata.
Sono inoltre da segnalare i resti di un antico convento del 1595.
Nel centro storico sono presenti diverse case e palazzi nobiliari, alcuni dei quali presentano notevoli portali, opera delle maestranze locali. Si possono citare il palazzo Falduti, il palazzo Cordopatri (già Falduti) il palazzo Mesiani, il palazzo Carlizzi.
Il palazzo Falduti, di epoca settecentesca, presenta un bellissimo loggiato a tre archi. Questa nobile famiglia di origine spagnola, estintasi con la morte di Marina (in Cordopatri) nel 2001, risultava presente a Jonadi fin dal sedicesimo secolo e godeva del beneficio di un oratorio privato nel proprio palazzo.

## Società

### Evoluzione demografica
Abitanti censiti

### Tradizioni e folclore

#### Le confraternite
A Ionadi esistono tre Confraternite laicali: la più antica, la Confraternita dei Nobili denominata "Stellario", istituita a Roma e successivamente rinominata Confraternita del SS. Sacramento o di San Nicola, la Confraternita di Maria SS. Addolorata e la Confraternita di Maria SS. Regina del Rosario a Nao.
In passato tutti gli abitanti del paese che lo desiderassero, potevano iscriversi a queste confraternite. Questi iscritti si chiamavano "fratelli". Alla morte, l'iscrizione garantiva un posto nella cappella del cimitero e delle messe commemorative. In cambio gli iscritti dovevano, indossando la veste tipica o, come fu aggiunto in un secondo momento, il medaglione della confraternita, partecipare obbligatoriamente alle processioni del Corpus Domini, del Venerdì Santo e del giorno in cui ricorrevano i festeggiamenti (12 agosto per la Madonna del Rosario, 15 agosto per San Nicola e il 15 settembre per l'Addolorata). Altro obbligo era quello di partecipare ai funerali di un fratello morto.
La veste (Confraternita dell'Addolorata, Confraternita di San Nicola e Confraternita del Rosario) in genere era costituita da una tunica bianca stretta in vita da un cordone, da una mantellina che variava di colore tra le varie confraternite e un cappuccio. Si permise in seguito di indossare vestiti civili, a condizione che si portasse al collo un medaglione, sostenuto da una fascia con i colori della congrega.
Chi non indossava tale veste o mancava per tre volte, senza giustificati motivi, alle processioni obbligatorie, veniva cancellato dalla lista dei fratelli. Tale assenza veniva chiamata "mancanza".
Qualora l'assenza venisse giustificata con validi motivi, malattia o impedimento per motivi di lavoro, allora il fratello doveva pagare una somma stabilita per tale "mancanza", mantenendo comunque l'iscrizione.
Attualmente tali regole, anche se in maniera meno rigida, sono ancora in uso tra le persone più anziane.

#### Il presepe vivente
Nel periodo natalizio, per le caratteristiche viuzze della parte vecchia del paese, si svolgeva il suggestivo Presepe vivente. Questa tradizione, più che trentennale, vedeva la partecipazione di gran parte della popolazione. In tale occasione venivano preparati i dolci tipici del periodo, tra cui le "zeppole". Particolare rilevante, nella rappresentazione di antichi mestieri, era l'utilizzo di utensili oramai caduti in disuso, come ad esempio "'u tilaru", il telaio, su cui le donne tessevano scialli e coperte.
La sacra rappresentazione terminava con l'arrivo dei Re Magi alle suggestive cavità rupestri, scavate in antichità per l'estrazione del calcare gessoso, che si trovano all'inizio del paese nei pressi degli antichi lavatoi pubblici chiamati "funtana vecchja", ove le donne erano solite recarsi per lavare la propria biancheria.
A causa del rischio di crollo delle cavità, questa tradizione è caduta in disuso.

## Amministrazione
| Periodo         | Periodo         | Primo cittadino           | Partito                                     | Carica                    | Note |
| --------------- | --------------- | ------------------------- | ------------------------------------------- | ------------------------- | ---- |
| 23 aprile 1995  | 9 giugno 1996   | Giuseppe Nicola Gradia    | lista civica                                | sindaco                   |      |
| 9 giugno 1996   | 16 aprile 2000  | Antonio Lombardi Satriani | Partito Democratico della Sinistra          | sindaco                   |      |
| 16 aprile 2000  | 4 aprile 2005   | Orazio Cordopatri         | lista civica                                | sindaco                   |      |
| 4 aprile 2005   | 29 marzo 2010   | Orazio Cordopatri         | lista civica                                | sindaco                   |      |
| 29 marzo 2010   | 31 maggio 2015  | Nazzareno Fialà           | lista civica                                | sindaco                   |      |
| 31 maggio 2015  | 3 febbraio 2017 | Caterina Signoretta       | lista civica Ancora insieme per Ionadi      | sindaco                   |      |
| 3 febbraio 2017 | 11 giugno 2017  |                           |                                             | commissario straordinario |      |
| 11 giugno 2017  | 13 giugno 2022  | Antonio Arena             | lista civica Ionadi unica                   | sindaco                   |      |
| 13 giugno 2022  | in carica       | Fabio Signoretta          | lista civica Per Jonadi - Radicali Italiani | sindaco                   |      |